# Ten
Ten (укр. Десять) — дебютний студійний альбом американського рок-гурту Pearl Jam, що вийшов у 1991 році. 
Музику до більшості пісень написали сієтльські музиканти Стоун Ґоссард та Джеф Амент, колишні учасники гурту Mother Love Bone, що розпався після смерті фронтмена Ендрю Вуда. Автором текстів та вокалістом був невідомий музикант із Сан-Дієго Едді Веддер. Уже через тиждень після знайомства вони почали разом виступати в Сіетлі, згодом отримавши контракт на випуск альбому на лейблі Epic Records.
Ten вийшов 1991 року, за місяць до іншого визначного гранджового альбому Nirvana Nevermind. Успішним він став лише через рік після випуску, посівши 1992 року друге місце в хіт-параді Billboard 200, завдяки хітовим синглам «Alive», «Even Flow» та «Jeremy». Платівка стала одним з визначних елементів гранджової експансії, започаткованої гуртами зі Сіетлу, а пісні з неї були найприйнятніші для ротації на радіо завдяки близькості до класичного року, на відміну від творчості інших гуртів «великої четвірки гранджу» — Nirvana, Alice in Chains та Soundgarden. Показники продажів Ten зростали набагато швидше, аніж в інших сіетлських гуртів, і згодом платівка стала мультиплатиновою. Станом на 2009 рік тільки в США продано понад 13 млн примірників Ten.
Завдяки приголомшливому комерційному успіху та величезному впливу на молоде покоління початку 1990-х років, а також визначному внеску в жанр альтернативного року, Ten часто називають найвпливовішим альбомом ґранджу. Платівка посідає 160 сходинку в списку 500 найкращих альбомів усіх часів за версією журналу «Rolling Stone».

## Історія створення

### Розпад Mother Love Bone
Історія одного з визначних музичних альбомів 1990-х років розпочалася з трагічної події. У березні 1990 року в Сіетлі від передозування наркотиків помер місцевий музикант Ендрю Вуд, фронтмен рок-гурту Mother Love Bone. Це сталося незадовго до виходу на лейблі PolyGram їхньої дебютної платівки, яка мала отримати назву Apple. Захоплення Вуда героїном не було несподіванкою для решти музикантів гурту, бо ще за рік до цього вони намагалися допомогти товаришу позбутися цієї звички, але безрезультатно. Несподівана смерть харизматичного фронтмена поставила хрест на майбутньому колективу. Попри вихід альбому, концертне турне було скасовано, музиканти перебували в депресії та гурт швидко розвалився.
Колишні учасники Mother Love Bone гітарист Стоун Ґоссард та бас-гітарист Джеф Амент знали один одного багато років і грали разом у місцевому гурті Green River ще в середині 1980-х років. Після смерті Ендрю Вуда Ґоссард ціле літо писав нові пісні, а Амент грав в інших місцевих рок-гуртах. У червні 1990 року Ґоссард запросив поджемувати шкільного знайомого Майка Маккріді, який до цього грав у психоделічному гурті Love Chile. Вони збиралися на горищі в батьків Ґоссарда та грали разом, а пізніше вирішили залучити бас-гітариста Джефа Амента. Коли трійця музикантів зрозуміла, що в них непогано виходить, вони вирушили до студії, щоб зробити демозапис нових пісень. Тимчасово долучивши знайомих барабанщиків — Метта Кемерона зі Soundgarden та Кріса Фріела з Green River — разом вони записали декілька композицій. Як пізніше згадував Джеф Амент, «не було жодного тиску, тому що це були не пісні, а просто ідеї для пісень, записи джем-сесій та таке інше». Найкраще з результатів студійної роботи було записано на касету, яка отримала назву Stone Gossard Demos ’91, що містила п'ять інструментальних композицій без тексту, з робочими назвами «Dollar Short», «Agytian Crave», «Footsteps», «Richard's ‘E’» та «‘E’ Ballad». 
Ґоссард, Амент та Маккріді почали розповсюджувати демо-запис серед знайомих, намагаючись знайти постійного співака та барабанщика. Один з примірників потрапив в руки колишнього барабанщика Red Hot Chili Peppers Джека Айронса, а той передав її знайомому з Сан-Дієго на ім'я Едді Веддер. Юнак вже чотири роки співав в місцевому колективі Bad Radio, але залишив гурт, який не відповідав його амбіціям. Веддер працював на заправці, у вільний час захоплювався серфінгом, і після прослуховування пісень насправді зацікавився ними. Він швидко написав тексти до трьох пісень — «Dollar Short», «Agytian Crave» та «Footsteps», — об'єднавши у трилогію про хлопця, що божеволіє після смерті батька. Веддер записав вокал до цих інструментальних композицій та повернув касету до Сіетлу. 
Тоді колишні учасники Mother Love Bone працювали над музичним проєктом, присвяченим Ендрю Вуду. Його давній друг, фронтмен Soundgarden Кріс Корнелл, написав декілька пісень на честь загиблого музиканта. Було вирішено записати їх з музикантами Mother Love Bone, що залишилися в живих, об'єднавшися у триб'ют-гурт Temple of the Dog. Посеред студійних сесій Ґоссард та Амент отримали касету від Веддера і були вражені тим, що почули. Їм сподобалися тексти та низький голос Веддера, нетиповий для тогочасних вокалістів, що найчастіше співали у високому регістрі, тому Веддера запросили прилетіти до Сіетлу на прослуховування.

### Створення Pearl Jam
13 жовтня 1990 року Едді Веддер вперше зустрівся з іншими музикантами гурту у Сіетлі. Окрім Ґоссарда, Амента та Маккріді, до новоствореного колективу приєднався барабанщик Дейв Крузен. На доданок до трьох пісень, для яких Веддер написав тексти раніше (тепер вони називалися «Alive», «Once» та «Footsteps»), він закінчив ще одну — баладу «‘E’ Ballad», яка отримала назву «Black». Гурт одразу вирушив до репетиційного приміщення, що знаходилося в підвалі артгалереї Galleria Potatohead, і через тиждень насиченої спільної роботи в них було вже одинадцять майже готових пісень, серед яких «Oceans», «Even Flow» та «Release».
Маючи достатньо матеріалу, музиканти вирішили презентувати його публіці. Вони обрали для гурту назву Mookie Blaylock, на честь відомого американського баскетболіста, та 22 жовтня виступили в сіетлському клубі «Off Ramp». Вже наступного дня вони вирушили до студії London Bridge Studios, де почали записувати власні пісні на плівку. Ще одна демо-сесія, протягом якої було зроблено якісніші версії пісень, відбулася в січні 1991 року. До того моменту Едді Веддер вже переїхав до Сіетлу, а гурт зміг підписати контракт на видання альбому з лейблом Epic Records. Окрім цього, назва гурту змінилася: з «Mookie Blaylock» вони перейменувалися на «Pearl Jam». Едді Веддер розповідав в інтерв'ю, що назва відсилала до галюциногенного варення (англ. jam), яке готувала його бабуся Перл (англ. Pearl).

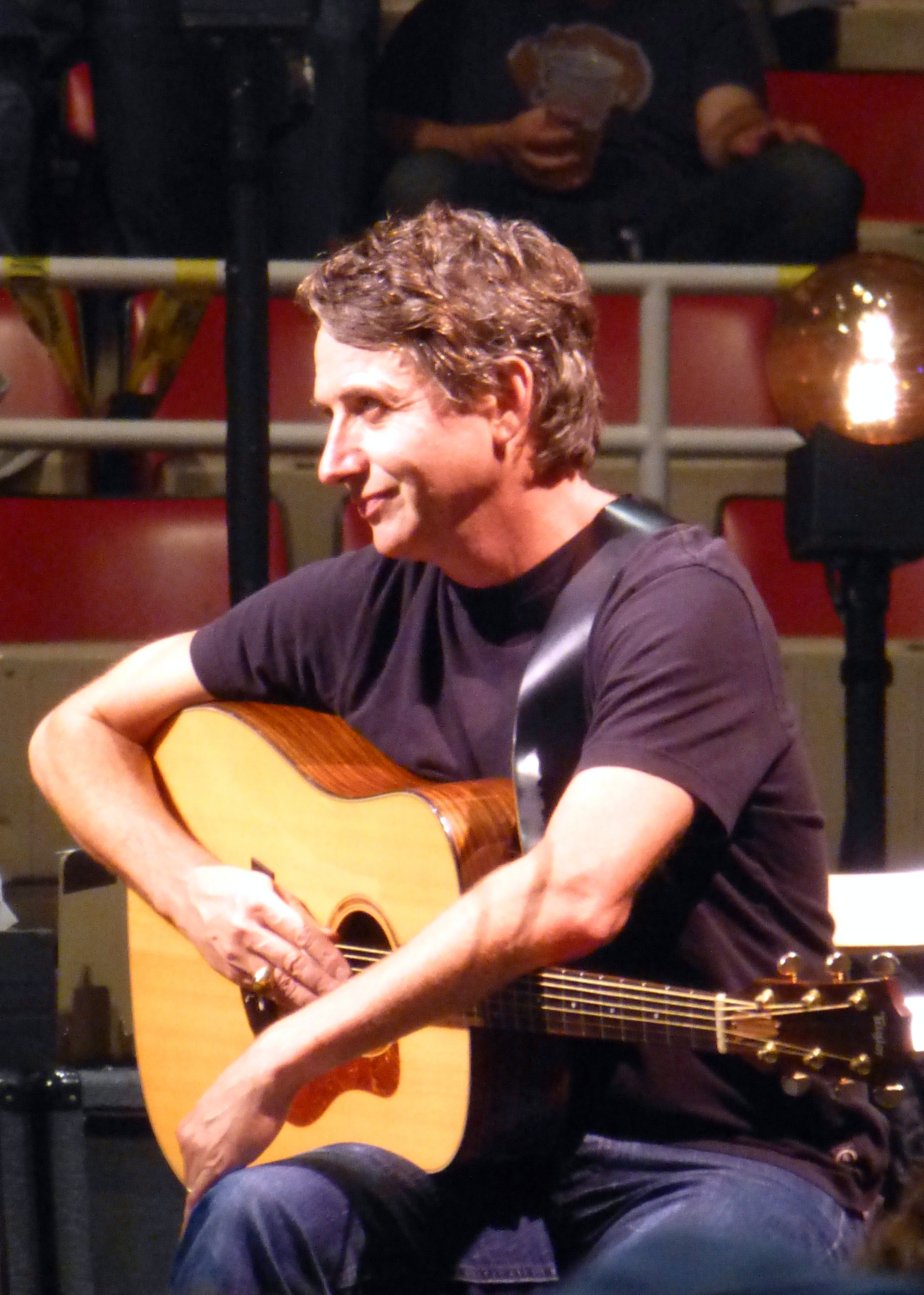
Стоун Ґоссард (гітара)
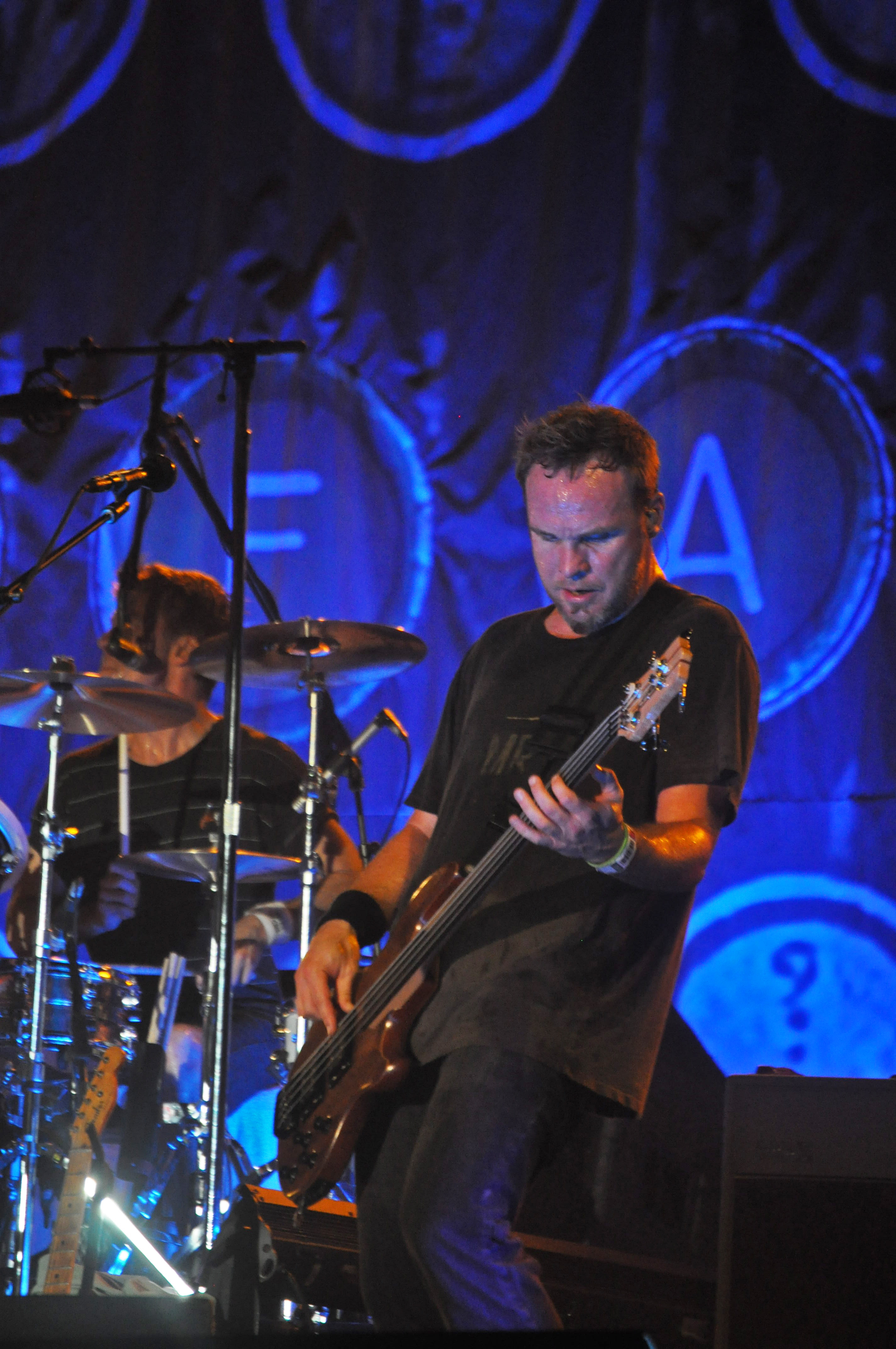
Джеф Амент (бас-гітара)
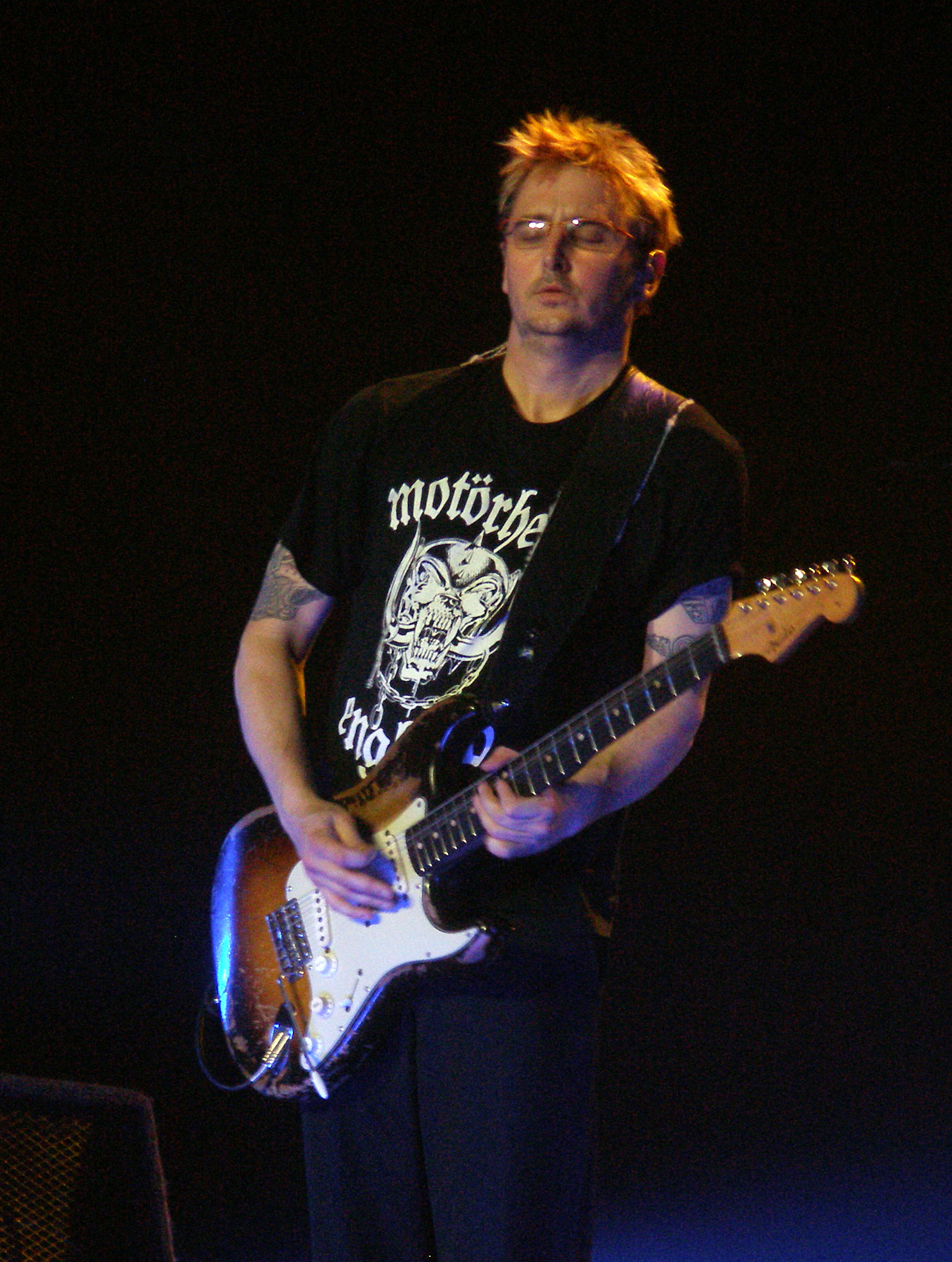
Майк Маккріді (соло-гітара)
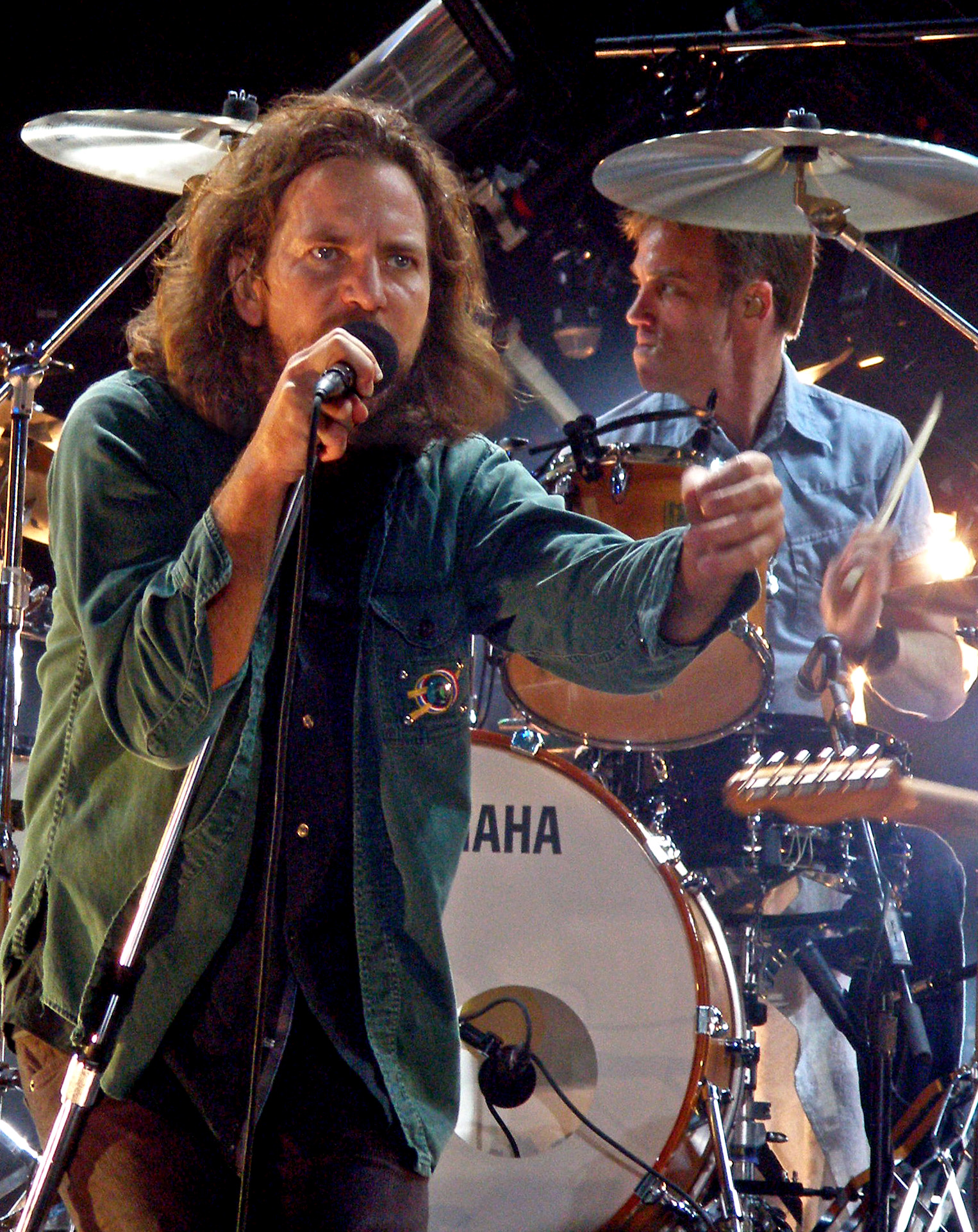
Едді Веддер (вокал)
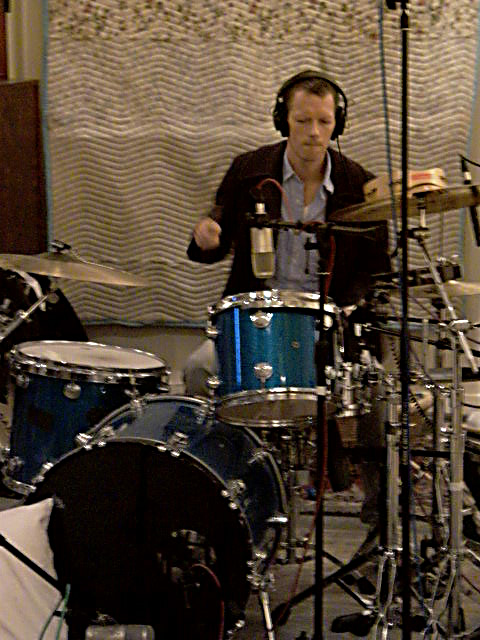
Дейв Крузен (барабани)

### Запис альбому
Pearl Jam:
- Джеф Амент — бас-гітара;
- Дейв Крузен — ударні;
- Стоун Ґоссард — гітара;
- Майк Маккріді — соло-гітара;
- Едді Веддер — спів, автор текстів.

Інші музиканти:
- Волтер Ґрей — віолончель;
- Тім Палмер — перкусія, шейкер;
- Рік Парашар — фортепіано, орган, перкусія.

Продюсери: Pearl Jam, Рік Парашар.

Звукоінженери: Адріан Мур, Дейв Гіллз, Дон Ґілмор.

Менеджмент: Келлі Кертіс.

Мастеринг: Боб Людвіг.

Зведення: Тім Палмер.

A&R: Майкл Ґолдстоун.

Агент: Дон Мюллер.

Адвокат: Річард Легер.
Записано в студії London Bridge Studios, Сіетл, США — березень-квітень 1991 р.
Зведено в студії Ridge Farm Studios, Доркінг, Англія — червень 1991 р.
Мастеринг в студії Masterdisk, Нью-Йорк, США.
Повноцінний запис альбому тривав з 27 березня по 26 квітня 1991 року в студії London Bridge під керівництвом Ріка Парашара, який став продюсером альбому. Більшість пісень було написано заздалегідь, і лише чотири написали або закінчили під час перебування в студії: «Porch», «Deep», «Why Go» та «Garden». Музику для більшості пісень писали Стоун Ґоссард та Джефф Амент, а Маккріді та Веддер їм лише допомогали, в той час, як всі тексти створював Веддер самотужки. Музиканти важко працювали, щоб досягнути якомога кращого звучання. Зокрема, для запису пісні «Even Flow» знадобилося близько 50-70 дублів. «Ми грали її до тих пір, поки не зненавиділи один одного» — згадував Маккріді. Показово, що навіть кінцевий результат, який потрапив до альбому, так і не задовольнив гурт, і для саундтреку до фільму «Одинаки» у 1992 році «Even Flow» перезаписали з новим барабанщиком Дейвом Абруццезе. Окрім цього, музикантам не сподобалася інструментальна частина «Alive», і було вирішено взяти той зразок, що записали ще під час січневих демосесій, додавши до нього нове соло Маккріді, натхненне творчістю Ейса Фрейлі з Kiss.
В червні 1991 року для зведення альбому музиканти вирушили до Великої Британії, де в студії Ridge Farm Studio в невеличкому місті Доркінг в графстві Суррей працювали під керівництвом Тіма Палмера. Якщо запис пісень обійшовся музикантам приблизно у 25 тис. доларів, то зведення коштувало втричі більше. Разом з цим, загальний бюджет платівки Pearl Jam був меншим, аніж у дебютного альбому Mother Love Bone. Студія знаходилася далеко від великих міст, тому коли для пісні «Oceans» знадобилося додати ефекти перкусії, замість їхати в музичний магазин, музиканти використали перечницю та вогнегасник.
Одразу після закінчення запису альбому гурт втратив барабанщика. Дейв Крузен був алкоголіком, і попри безліч шансів, що йому надавали інші музиканти, не міг впоратися зі шкідливою звичкою. Врешті решт, він вирушив до реабілітаційної клініки, а для концертного турне Pearl Jam довелося шукати нового виконавця. Тимчасовою заміною Крузену став сесійний барабанщик Метт Чемберлен, який потім порекомендував Дейва Абруццезе, що став постійним барабанщиком Pearl Jam на декілька наступних років.

## Зміст альбому

### Назва та обкладинка
Назва альбому Ten стала своєрідним присвяченням баскетболісту «Нью-Джерсі Нетс» Мукі Блейлоку, на честь якого було названо гурт від початку. Хоча від назви «Mookie Blaylock» після підписання контракту з Epic Records довелося відмовитися, платівку назвали «Десяткою» на честь номера, під яким виступав Блейлок.
На обкладинці альбому музиканти зображені впятьох, на червоно-рожевому фоні, об'єднавши руки в повітрі, ніби спортивна команда під час святкування. На задньому фоні світлини, зробленої фотографом Ленсом Мерсером, можна побачити величезні літери: це напис «Pearl Jam», який викладено з дерев'яних літер в натуральну величину бас-гітаристом Джефом Аментом, що виступав в ролі артдиректора з оформлення платівки. За словами Амента, обкладинка мала показати, що Pearl Jam є справжнім згуртованим колективом, в якому, ніби три мушкетери, «один за всіх, і всі за одного». Не всі ідеї Амента було втілено в життя, зокрема, фон обкладинки мав мати більш бургундовий відтінок, а зображення музикантів мало б бути повністю чорно-білим.
Обкладинка компакт-дисків, яка зображала руки музикантів на тлі назви «Pearl Jam», була частиною більшого зображення учасників гурту у повний зріст. Повне зображення можна було побачити, розгорнувши обкладинку компакт-диска. Окрім цього, деякі оригінальні видання Ten містили повне фото на обкладинці.

### Тексти

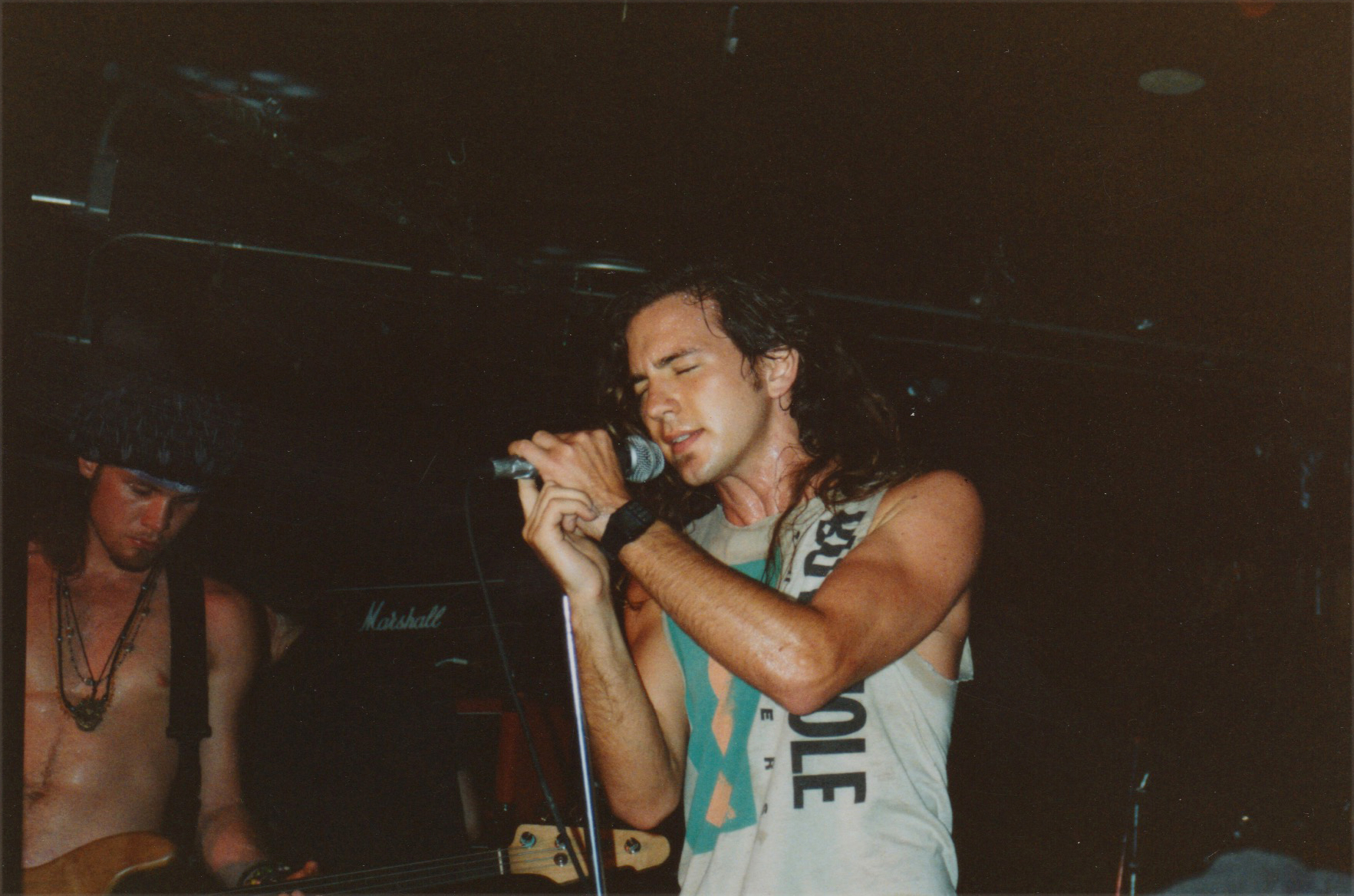
Едді Веддер, 1991 рік

Автором всіх текстів на платівці став соліст Едді Веддер. Ключове місце в альбомі посідає так звана трилогія «Momma-Son», що складається з пісень «Alive», «Once» та «Footsteps» (остання не потрапила до альбому, але вийшла бі-сайдом до синглу «Jeremy» в Великобританії), бо саме до них Веддер першими написав тексти першими, отримавши демо-запис від Джека Айронса. В першій частині трилогії йдеться про юнака, який опинився в скрутній ситуації: спочатку втратив батька, потім дізнався, що його справжнім батьком була інша людина, а в кінці до нього звертається мати та каже, що готова йому віддатися. В Збентежений герой пісні повторює: «Я все ще живий» («Alive»). В другій частині герой розуміє, що його життя зруйноване, стає серійним вбивцею і згадує ті часи, коли він був здатний контролювати себе («Once»). В третій, завершальній частині, він знаходиться у в'язниці та чекає на страту («Footsteps»). Пізніше Веддер зізнався, що текст «Alive» був частково автобіографічним, бо він в сімнадцять років дізнався від матері, що його справжнім батьком була інша людина.
Визначальними темами пісень стали самотність, депресія, вбивство або самогубство, а також соціально важливі теми, на кшталт використання психіатричних лікарень або проблематики безхатьків. Щира та відверта лірика Веддера резонувала з емоційним станом колишніх музикантів Mother Love Bone, які ледве оговталися після трагічної загибелі фронтмена. Текст до балади «Black», головний герой якої звертається до коханої, Веддер написав ще перед тим, як приїхати до Сіетлу. Під час першого тижня спільної роботи з гуртом, Веддер написав тексти «Oceans», «Even Flow» та «Release». Слова для «Oceans» — улюбленої теми співака, який захоплювався серфінгом, — він придумав, коли під час репетиції випадково залишився за замкненими дверима на вулиці під час дощу. В «Even Flow» він розказував історію знайомого безхатька, а в «Release» звертався до батька, якого, як виявилося, ніколи не знав.

### Музика
В той час, як тематику пісень повністю визначав Едді Веддер, на їхню музичну складову вплинули вподобання інших музикантів гурту, зокрема, тріо Амент-Ґоссард-Маккріді. Майк Маккріді та Стоун Ґоссард знали один одного зі шкільних років, разом захоплювалися метал-гуртами, ходили на концерти Judas Priest та Iron Maiden. На відміну від них, Джеф Амент надавав перевагу панк-роковим гуртам, таким як Minor Threat або Ramones. Пізніше Маккріді відкрив для себе Rolling Stones, а також блюзових виконавців, як то Стіві Рей Вон та Бі Бі Кінг. Разом зі Стоуном вони захоплювалися Елісом Купером та Aerosmith. Через це, музика Ten стала поєднанням трьох музичних стилів — класичного року, металу та панк-року, — із додаванням блюзу.
Альбом вирізнявся великою кількістю гітарних соло, через що, зокрема, його критикував Курт Кобейн. Соло-гітарист Майк Маккріді виправдовувався, що в альбомі було набагато менше соло, аніж, наприклад, п'ять років тому, коли він надмірно захоплювався ефектними гітарними техніками, накшталт «дайв-бомб». Він обожнював віртуозну гру Ренді Роадса або Едді Ван Галена, але відмовився від занадто технічних партій, бо вони не підходили гуртові. Замість цього він дотримувався принципу «краще менше, та ліпше», віддаючи перевагу якісному та красивому звучанню, наповненому емоціями, беручи приклад зі Стіві Рей Вона або Джимі Гендрікса.

### Пісні
До складу альбому увійшло 11 пісень. Попри те, що весь альбом було побудовано навколо трилогії «Momma-Son» (укр. Мати-син), лише дві пісні з трьох — «Alive» та «Once» — потрапили до альбому, а завершальна «Footsteps» вийшла лише як бі-сайд до синглу «Jeremy».
Платівка розпочинається з композиції «Once» (укр. Колись), яка співається від імені серійного вбивці, через що її порівнювали із «L.A. Woman» The Doors. Наступна «Even Flow» (укр. Рівномірний потік) розповідає про безхатька, вважаючись одним з перших прикладів соціальної тематики у творчості Pearl Jam; фанковий гітарний риф Ґоссарда поєднується з класичним гітарним соло Маккріді, що нагадує творчість Стіві Рея Вона. Автобіографічна «Alive» (укр. Живий) відображає похмурі думки Веддера, який дізнався, що його справжнім батьком була інша людина: хоча він намагався розповісти про власні страждання, фанати сприйняли пісню протилежним чином — як оптимістичну та піднесену. «Why Go» (укр. Навіщо йти) також заснована на реальних подіях, розповідаючи про тринадцятирічну дівчинку з Чикаго, яка два роки провела в психіатричній лікарні після того, як батьки побачили, що вона курить маріхуану. «Black» (укр. Чорний) — традиційніша рок-балада, персонаж якої звертається до колишньої коханої.
«Jeremy» (укр. Джеремі) — чи не найвідоміша пісня гурту, присвячена шкільній стрілянині в Техасі, чим нагадує «I Don't Like Mondays» The Boomtown Rats. «Oceans» (укр. Океани) — її повна протилежність, спокійна композиція з перкусійними елементами, яка описувала пристрасть Едді Веддера до серфінгу. «Porch» (укр. Паперть) — повільна композиція, під час виконання якої на концертах гурт часто виконував інструментальний програш, а Веддер з ризиком для життя влізав на конструкції, що підтримували апаратуру, або пірнав у натовп. «Garden» (укр. Сад) — загадкова пісня, яку можна інтерпретувати по-різному, наприклад, як розчарування в сучасному світі. «Deep» (укр. Глибоко) розповідає про людину, яка вживає героїн в сонячний день у зазвичай похмурому Сіетлі.
Закінчується альбом піснею «Release» (укр. Звільнення), ще одною персональною для Едді Веддер композицією, в якій він визнає, що ніколи не побачить свого батька. Слідом за нею йде прихований інструментальний трек «Master/Slave» (укр. Господар/раб), та звучить сама мелодія, що й на початку альбому, тим самим «замикаючи коло».

## Вихід альбому

### Перше видання (1991)
Альбом Ten вийшов 27 серпня 1991 року. На початку дев'яностих провідні американські лейбли поступово відмовлялися від випуску грамофонних платівок, бо виробництво компакт-дисків було набагато прибутковішим, і видання на вінілі отримували лише альбоми вже відомих виконавців, в популярності яких не було жодних сумнівів. Нікому не відомий колектив Pearl Jam до таких не відносився, тому Ten вийшов в США лише на компакт-дисках. Джеф Амент був роздратований рішенням лейблу, бо в нього навіть не було CD-програвача. Разом з тим, в деяких інших країнах Ten одразу видали і на грамофонних платівках. Вже після того, як альбом став мультиплатиновим в США, вийшла його версію на вінілі. Хоча на платівках було зазначено, що авторські права на альбом сягають 1991 року, перше американське видання Ten на вінілі вийшло лише 22 листопада 1994 року, разом з третім альбомом Pearl Jam Vitalogy.
| Ten   | Ten         | Ten        | Ten                                      | Ten        |
| #     | Назва       | Автор слів | Автор музики                             | Тривалість |
| ----- | ----------- | ---------- | ---------------------------------------- | ---------- |
| 1.    | «Once»      | Веддер     | Ґоссард                                  | 3:51       |
| 2.    | «Even Flow» | Веддер     | Ґоссард                                  | 4:53       |
| 3.    | «Alive»     | Веддер     | Ґоссард                                  | 5:40       |
| 4.    | «Why Go»    | Веддер     | Амент                                    | 3:19       |
| 5.    | «Black»     | Веддер     | Ґоссард                                  | 5:44       |
| 6.    | «Jeremy»    | Веддер     | Амент                                    | 5:18       |
| 7.    | «Oceans»    | Веддер     | Ґоссард, Амент, Веддер                   | 2:41       |
| 8.    | «Porch»     | Веддер     | Ґоссард                                  | 3:30       |
| 9.    | «Garden»    | Веддер     | Ґоссард, Амент                           | 4:59       |
| 10.   | «Deep»      | Веддер     | Ґоссард, Амент                           | 4:18       |
| 11.   | «Release»   | Веддер     | Ґоссард, Амент, Крузен, Маккріді, Веддер | 5:05       |
| 53:24 |             |            |                                          |            |

### Перевидання (2009)
Наприкінці 2008 року гурт повідомив про перевидання своєї дебютної платівки, продажі якої з 1991 року перевищували 12 млн примірників. Цей реліз започаткував дворічну кампанію по випуску старих альбомів гурту, присвячену його 20-річчю, яке святкувалося 2011 року. Окрім оригінальних пісень гурт випустив версії, зведені заново продюсером Бренданом О'Браєном, відомим своєю співпрацею з Pearl Jam, AC/DC, Audioslave, Брюсом Спрінгстіном, а також шість бонус-треків: «Brother», «Just a Girl», «State of Love and Trust», «Breath and a Scream», «2,000 Mile Blues» та «Evil Little Goat». Оформлення альбому також змінили, щоб краще відповідати концепції, яку створив бас-гітарист Джеф Амент на початку дев'яностих, але свого часу не зміг втілити в життя.
24 березня 2009 року вийшло перевидання Ten, яке розповсюджувалося у чотирьох версіях. Найповнішим був бокс-сет Super Deluxe Edition (укр. Суперлюксове видання), який містив два компакт-диски Ten та Ten Redux з бонус-треками, DVD-диск із записом концерту 1992 року MTV Unplugged, дві грамофонні платівки Ten та Ten Redux, дві грамофонні платівки із записом концерту на фестивалі Drop in the Park в 1992 році в Сіетлі 20 вересня 1992 року, а також репліку оригінальної касети Mamma-Son із демо-версіями пісень «Alive», «Once» та «Footsteps». Три інших видання містили лише окремі елементи цього колекційного видання: Legacy Edition (укр. Старе видання) — компакт-диски Ten та Ten Redux, та шість бонус-треків; Deluxe Edition (укр. Люксове видання) — ті ж компакт-диски та DVD MTV Unplugged; Vinyl Collection (укр. Вінілова колекція) — дві грамофонні платівки Ten та Ten Redux.
| Ten | Ten         | Ten        |
| #   | Назва       | Тривалість |
| --- | ----------- | ---------- |
| 1.  | «Once»      |            |
| 2.  | «Even Flow» |            |
| 3.  | «Alive»     |            |
| 4.  | «Why Go»    |            |
| 5.  | «Black»     |            |
| 6.  | «Jeremy»    |            |
| 7.  | «Oceans»    |            |
| 8.  | «Porch»     |            |
| 9.  | «Garden»    |            |
| 10. | «Deep»      |            |
| 11. | «Release»   |            |

| Ten Redux | Ten Redux                 | Ten Redux  |
| #         | Назва                     | Тривалість |
| --------- | ------------------------- | ---------- |
| 1.        | «Once»                    |            |
| 2.        | «Even Flow»               |            |
| 3.        | «Alive»                   |            |
| 4.        | «Why Go»                  |            |
| 5.        | «Black»                   |            |
| 6.        | «Jeremy»                  |            |
| 7.        | «Oceans»                  |            |
| 8.        | «Porch»                   |            |
| 9.        | «Garden»                  |            |
| 10.       | «Deep»                    |            |
| 11.       | «Release»                 |            |
| 12.       | «Brother»                 |            |
| 13.       | «Just A Girl»             |            |
| 14.       | «Breath And A Scream»     |            |
| 15.       | «State Of Love And Trust» |            |
| 16.       | «2,000 Mile Blues»        |            |
| 17.       | «Evil Little Goat»        |            |

| MTV Unplugged | MTV Unplugged             | MTV Unplugged |
| #             | Назва                     | Тривалість    |
| ------------- | ------------------------- | ------------- |
| 1.            | «Oceans»                  |               |
| 2.            | «State Of Love And Trust» |               |
| 3.            | «Alive»                   |               |
| 4.            | «Black»                   |               |
| 5.            | «Jeremy»                  |               |
| 6.            | «Even Flow»               |               |
| 7.            | «Porch»                   |               |

| Drop In The Park | Drop In The Park          | Drop In The Park |
| #                | Назва                     | Тривалість       |
| ---------------- | ------------------------- | ---------------- |
| 1.               | «Even Flow»               |                  |
| 2.               | «Once»                    |                  |
| 3.               | «State Of Love And Trust» |                  |
| 4.               | «Why Go»                  |                  |
| 5.               | «Deep»                    |                  |
| 6.               | «Jeremy»                  |                  |
| 7.               | «Black»                   |                  |
| 8.               | «Alive»                   |                  |
| 9.               | «Garden»                  |                  |
| 10.              | «Porch»                   |                  |

| Momma-Son | Momma-Son   | Momma-Son  |
| #         | Назва       | Тривалість |
| --------- | ----------- | ---------- |
| 1.        | «Alive»     |            |
| 2.        | «Once»      |            |
| 3.        | «Footsteps» |            |

## Сингли та відеокліпи
Першим синглом з альбому стала пісня «Alive», яка вийшла 7 липня 1991 року, за півтора місяця до релізу платівки. Попри те, що Едді Веддерові було важко виконувати цю напівавтобіографічну композицію, слухачі сприйняли її як позитивну та надихаючу пісню, головний герой якої радіє тому, що залишається живим. Відеокліп містив запис концертного виступу гурту в сіетлському клубі RKCNDY 3 серпня 1991 року, і його зняв старий знайомець Стоуна Ґоссарда, режисер Джош Тафт. Звукову доріжку до чорно-білого кліпу взяли з того ж живого виступу, а не зі студійного запису, як це робиться зазвичай, бо на цьому наполягли учасники гурту.
Другий сингл «Even Flow» вийшов у квітні 1992 року. Фільмування відеокліпу відбулося 31 січня 1992 року в лос-анджелеському зоопарку. Режисер Рокі Шенк відзняв багато нічних кадрів з дикими тваринами, а також музикантами Pearl Jam, окремо та у складі гурту. Під час знімання барабанщик Дейв Абруццезе пошкодив кінцівки та опинився у лікарні; йому заборонили напружувати зап'ястки, тому протягом концертів був змушений грати із шиною. Страждання музиканта виявилися марними, бо відзнятий Шенком матеріал визнали незадовільним, і його версію кліпу так ніколи та не було опубліковано. Замість цього офіційним кліпом на пісню «Even Flow» стало концертне відео, зняте Джошем Тафтом в сіетлському Театрі Мура 17 січня 1992 року. Повна версія кліпу починається зі звернення Едді Веддера до Джоша Тафта («Це не телевізійна студія, Джош. Вимкни ці ліхтарі, це рок-концерт»), а також містить епізод, в якому співак видирається на балкон театру та стрибає з нього у натовп. Звукову доріжку до відеокліпу взяли не зі студійної версії композиції, що потрапила до Ten, а з оновленого варіанту, записаного для саундтреку до фільму «Одинаки» з новим барабанщиком Дейвом Абруццезе.
Третім синглом стала пісня «Jeremy», що розповідала історію 15-річного Джеремі Вейда Делла, який 8 січня 1991 року застрелився в техаській середній школі на очах однокласників. Едді Веддер був вражений тим, що після самопожертвування від людини залишається лише невеличка новина в газеті, тому закликав бути сильним та продовжувати жити. Над першою версію кліпу працював фотограф Кріс Каффаро: лейбл дозволив йому обрати будь-яку пісню для кліпу, але не виділив грошей, тому режисеру довелося інвестувати 20 тис. доларів, продавши частину власної колекції гітар. Згодом популярність Pearl Jam стала настільки великою, що в Epic Records відмовилися від проєкту Каффаро, виділивши бюджет в 400 тис. доларів для професійнішого кліпу відомому режисеру Марку Пелінгтону. Концептуальний відеокліп Пелінгтона, в якому показано трагічні шкільні події, транслювали на MTV починаючи з вересня 1992 року і він став великим хітом. Попри низку нагород, кліп вийшов дуже суперечливим: за вимоги MTV з нього прибрали кадр, в якому юнак встромляє собі в рота пістолет, залишивши наступний — із заплямованими кров'ю однокласниками; через це багато хто вважав, що в кульмінаційний момент хлопець вбиває не себе, а інших. Музиканти Pearl Jam були настільки засмучені тим, що відеоряд відвертає від музики та призводить до неправильної інтерпретації пісні («шкільна стрілянина» замість самогубства), що протягом наступних років принципово відмовлялися від випуску відеокліпів на нові пісні.
Після комерційного успіху синглів «Alive», «Even Flow» та «Jeremy» лейбл наполягав на тому, щоб четвертим синглом стала балада «Black». Проте музиканти відмовилися від випуску синглу, вважаючи тематику пісні занадто особистою для ротації на радіо серед інших популярних хітів. Попри небажання музикантів, представники радіостанцій все ж додали пісню до своїх плейлистів, бо відчували велику зацікавленість з боку слухачів. Через це, навіть за відсутності офіційного синглу, «Black» піднялась на третє місце в хіт-параді рок-композицій Billboard. Четвертим офіційним синглом з Ten замість «Black» стала пісня «Oceans». У вересні 1992 року на Гаваях на неї зняли кліп, але він вийшов лише за межами США. Чорно-біле відео, зрежисоване Джошем Тафтом, переважно показує музикантів, які насолоджуються серфінгом та відпочинком на березі океану, і лише невелика частина містить фрагменти виступу гурту на сцені.

## Сприйняття

### Критичні відгуки
Одразу після виходу альбому він зазнав нищівної критики від музичних оглядачів, які скептично ставилися до так званого «сіетлського звучання» (на той момент ще не використовуючи термін «ґрандж»). В журналі New Musical Express зауважили, що гурт «намагається вкрасти гроші з кишень дітей, що захоплюються альтернативним роком». Девід Брауні (Entertainment Weekly) звинуватив Ten у вторинності, бо звучання з гітарними рифами в стилі Led Zeppelin, задумливими текстами та наркотичною атмосферою «всі вже чули раніше на записах таких північно-західних рокерів, як Soundgarden, Alice in Chains та неіснуючої Mother Love Bone». В газеті Chicago Tribune альбом назвали поверненням до 1970-х років, коли на музичній сцені панували ейсид-рок та металеві балади, «часом перевтомленим та невпинно позбавленим гумору». Оглядач Rolling Stone Девід Фріке був прихильнішим до дебютного альбому Pearl Jam, оглянувши його разом з новими платівками Soundgarden та Temple of the Dog; він виділив вокал Едді Веддера, порівнявши його з Робертом Плантом та Джеймсом Гетфілдом, та похвалив «дивовижну, освіжаючу, мелодійну стриманість» гурту.
На відміну від оригінального видання 1991 року, перевидання 2009 року отримало переважно позитивні відгуки оглядачів. На сайтах AllMusic та Blender новий реліз Ten отримав найвищу оцінку з можливих — п'ять зірок з п'яти. Стів Г'юї зазначив, що роль альбому у становленні гранджу є не меншою, аніж у нірванівського Nevermind, а своїм успіхом Ten завдячує найбільшій близькості до класичного року серед усіх гуртів «великої четвірки гранджу», на відміну від більш панківської Nirvana та металевих Alice in Chans або Soundgarden. Своєю чергою, Джона Вайнер зауважив, що платівка призвела до виникнення числених імітаторів, на кшталт Live або Creed, що виконували не найкращу музику, але це лише підкреслювало значущість досягнення Pearl Jam, їхню щирість та віртуозність. У виданні Mojo платівку назвали класикою гранджової ери, а в журналі Q відзначили бонус-треки, які стали частиною перевидання. Джесіка Леткеман (Billboard) зауважила, що перезведена Бренданом О'Браєном версія дозволяє краще почути голос Едді Веддера та гітарні партії Госсарда та Маккріді, а Пі Ві Стамп (Rolling Stone) припустив, що нове видання зацікавить переважно завзятих фанатів гурту та аудіофілів. З іншого боку, на сайті Pitchfork визнали, що Ten «заслуговує на краще, ніж Ten Redux і жалюгідні бонус-треки», а у виданнях Austine Chronicle та NOW Magazine залишилися незадоволеними роботою О'Браєна, який зробив звучання чистішим, але прибрав ту неідеальність, яка стала однією з характерних рис Pearl Jam.

### Місця в чартах
Вихід Ten не приніс Pearl Jam миттєвої популярності. Спочатку музиканти навіть і не мріяли про високі показники продажів, радіючи можливості просто гастролювати та виступати перед публікою по всій країні. Кількість шанувальників гурту поступово збільшувалася протягом року, і під час виступу на фестивалі Lollapalooza у 1992 році Pearl Jam грали вже перед 30-тисячним натовпом. Найвищої сходинки в американському чарті альбом досягнув в серпні 1992 року, посівши друге місце і поступившись лише дебютному альбомові Біллі Рея Сайруса Some Gave All, який утримував першу сходинку протягом 17 тижнів. Загалом, Ten провів на другій сходинці Billboard 200 чотири тижні в серпні, вересні та жовтні 1992 року, але так і не досягнув першого місця. У Великій Британії альбом потрапив до альбомного чарту у березні 1992 року, піднявшись на 18 позицію, та загалом залишався в ньому майже 100 тижнів.
| Хіт-парад                                            | Найвища позиція |
| ---------------------------------------------------- | --------------- |
| Австралія Australian Albums (ARIA)                   | 11              |
| Австрія Austrian Albums (Ö3 Austria)                 | 31              |
| Канада Canadian Albums (RPM)                         | 2               |
| Нідерланди Dutch Albums (MegaCharts)                 | 14              |
| Фінляндія Finnish Albums The Official Finnish Charts | 14              |
| Німеччина German Albums (Media Control)              | 15              |
| Нова Зеландія New Zealand Albums (Recorded Music NZ) | 3               |
| Норвегія Norwegian Albums (VG-lista)                 | 8               |
| Швеція Swedish Albums (Sverigetopplistan)            | 9               |
| Велика Британія UK Albums (OCC)                      | 18              |
| США Billboard 200                                    | 2               |
| Бельгія Belgian Albums (Ultratop Flanders)           | 34              |
| Бельгія Belgian Albums (Ultratop Wallonia)           | 101             |
| Португалія Portuguese Albums (AFP)                   | 12              |
| Італія Italian Albums (FIMI)                         | 20              |
| Португалія Portuguese Albums (AFP)                   | 2               |
| Швейцарія Swiss Albums (Schweizer Hitparade)         | 67              |

| Рік                                             | Хіт-парад | Позиція |
| ----------------------------------------------- | --------- | ------- |
| 1992                                            |           |         |
| Canadian Albums (RPM)                           | 12        |         |
| Dutch Albums (Album Top 100)                    | 15        |         |
| German Albums (Offizielle Top 100)              | 46        |         |
| US Billboard 200                                | 11        |         |
| 1993                                            |           |         |
| Canadian Albums (RPM)                           | 48        |         |
| Dutch Albums (Album Top 100)                    | 56        |         |
| New Zealand Albums (RMNZ)                       | 11        |         |
| UK Albums (OCC)                                 | 94        |         |
| US Billboard 200                                | 8         |         |
| 1994                                            |           |         |
| Australian Albums (ARIA)                        | 62        |         |
| Dutch Albums (Album Top 100)                    | 71        |         |
| New Zealand Albums (RMNZ)                       | 23        |         |
| US Billboard 200                                | 58        |         |
| 1995                                            |           |         |
| Australian Albums (ARIA)                        | 49        |         |
| US Billboard 200                                | 106       |         |
| 1996                                            |           |         |
| US Billboard 200                                | 185       |         |
| 2002                                            |           |         |
| Canadian Alternative Albums (Nielsen SoundScan) | 167       |         |
| Canadian Metal Albums (Nielsen SoundScan)       | 85        |         |
| 2019                                            |           |         |
| Belgian Albums (Ultratop Flanders)              | 78        |         |
| 2020                                            |           |         |
| Belgian Albums (Ultratop Flanders)              | 84        |         |
| 2021                                            |           |         |
| Belgian Albums (Ultratop Flanders)              | 121       |         |
| US Top Rock Albums (Billboard)                  | 67        |         |
| 2022                                            |           |         |
| Belgian Albums (Ultratop Flanders)              | 137       |         |

| Десятиріччя | Хіт-парад        | Позиція |
| ----------- | ---------------- | ------- |
| 1990—1999   | US Billboard 200 | 14      |

| Сингл                                                                   | Рік  | Найвища позиція | Найвища позиція | Найвища позиція | Найвища позиція | Найвища позиція | Найвища позиція | Найвища позиція | Найвища позиція | Найвища позиція | Найвища позиція | Найвища позиція | Сертифікації                                 |
| Сингл                                                                   | Рік  | US              | US Main         | US Mod          | AUS             | BEL             | CAN             | GER             | IRE             | NLD             | NZ              | UK              | Сертифікації                                 |
| ----------------------------------------------------------------------- | ---- | --------------- | --------------- | --------------- | --------------- | --------------- | --------------- | --------------- | --------------- | --------------- | --------------- | --------------- | -------------------------------------------- |
| «Alive»                                                                 | 1991 | —               | 16              | 18              | 9               | 16              | —               | 44              | 13              | 19              | 20              | 16              | - золотий диск - золотий диск - срібний диск |
| «Even Flow»                                                             | 1992 | —               | 3               | 21              | 22              | —               | 73              | —               | —               | —               | 20              | 27              | - срібний диск                               |
| «Jeremy»                                                                | 1992 | 79              | 5               | 5               | 68              | —               | 32              | 93              | 10              | 59              | 34              | 15              | - золотий диск                               |
| «Oceans»                                                                | 1992 | —               | —               | —               | —               | 35              | —               | —               | —               | 30              | 16              | —               |                                              |
| «—» означає, що сингл не увійшов до чарту, або не виходив в цій країні. |      |                 |                 |                 |                 |                 |                 |                 |                 |                 |                 |                 |                                              |

1. ↑  «Alive» не увійшов до чарту Billboard Hot 100, але провів 61 тиждень в чарті Bubbling Under Hot 100 Singles, досягнувши 7 позиції.
2. ↑  «Even Flow» не увійшов до чарту Billboard Hot 100, але провів 52 тижні в чарті Bubbling Under Hot 100 Singles, досягнувши 8 позиції.

### Продажі та сертифікації
Виданий в серпні 1991 року, альбом набув «золотого» статусу лише в лютому 1992 року. Після виходу хітових синглів та виступу на найбільших майданчиках країни показники продажів почали стрімко зростати. Вже 5 травня 1992 року Ten став «платиновим» із понад 1 млн проданих примірників, 4 серпня — «двічі платиновим», 10 вересня — «тричі платиновим». Майк Маккріді був приємно вражений такими високими показниками: «Ми навіть не підозрювали, що справи коли-небудь йтимуть так добре. Ми просто відчували, що це справді класний запис, і я знав, що знаходжуся в правильному гурті».
В 1996 році Ten отримав від RIAA «діамантовий статус», ставши першою з ґранджових платівок, продажі якої перевищили 10 млн примірників. Найближчий «конкурент» Pearl Jam, гурт Nirvana, зміг досягнути цього показника лише за три роки, коли «діамантовим» було визнано їхній проривний альбом Nevermind.
В перший тиждень після перевидання альбому у 2009 році тижневі показники продажів перевищували 60 тис. примірників. Це дозволило платівці отримати чергову сертифікацію від RIAA: 31 березня 2009 року Ten став «13 разів платиновим».
| Регіон | Сертифікація   | Продажі     |
| --- | -------------- | ----------- |
| Аргентина (CAPIF) | Золотий        | 20 000^     |
| Австралія (ARIA) | 8× Платиновий  | 560 000     |
| Бельгія (BEA) | Платиновий     | 50 000*     |
| Бразилія (ABPD) | Золотий        | 100 000*    |
| Канада (Music Canada) | 7× Платиновий  | 700 000^    |
| Данія (IFPI Denmark) | 3× Платиновий  | 60 000      |
| Німеччина (BVMI) | Золотий        | 250 000^    |
| Італія (FIMI) | Платиновий     | 50 000*     |
| Нідерланди (NVPI) | Платиновий     | 100 000^    |
| Нова Зеландія (RIANZ) | 6× Платиновий  | 90 000^     |
| Норвегія (IFPI Norway) | Золотий        | 25 000*     |
| Польща (ZPAV) | Золотий        | 35 000*     |
| Португалія (AFP) | Золотий        | 20 000^     |
| Швеція (IFPI Sweden) | Золотий        | 50 000^     |
| Швейцарія (IFPI Switzerland) | Золотий        | 25 000^     |
| Велика Британія (BPI) | 2× Платиновий  | 600 000^    |
| США (RIAA) | 13× Платиновий | 13 000 000^ |
| *продажі, що базуються лише на сертифікаціях · ^відвантаження, що базуються лише на сертифікаціях · продажі+прослуховування, що базуються лише на сертифікаціях |                |             |

### Нагороди та номінації
Альбом Ten став відомим завдяки трьом хітовим композиціям: «Alive», «Even Flow» та «Jeremy». Остання з них принесла гуртові перші номінації на отримання премії «Греммі». 1993 року «Jeremy» було номіновано у категоріях «Найкращий хард-роковий виступ» та «Найкраща рок-пісня», але в обох з них пісня поступилася іншим виконавцям: кращим виступом було названо «Give It Away» Red Hot Chili Peppers, а кращою рок-піснею — акустичну версію пісні «Layla» Еріка Клептона.
У 1992 році кліп до пісні «Alive» був номінований на MTV Video Music Award в номінації «Найкраще відео альтернативного року», але програв «Smells Like Teen Spirit» Nirvana. Проте вже наступного року Pearl Jam отримали цілу низку нагород від MTV за кліп до пісні «Jeremy», серед яких «Відео року», «Найкраще відео гурту», «Найкраще відео в стилі метал або хард-рок» та «Найкраща режисура»; лише в категорії «Вибір глядачів» Pearl Jam поступилися кліпові «Livin' On The Edge» від Aerosmith.

## Значення
На момент виходу Ten, на початку 1990-х років альтернативний рок ще не був настільки популярним, а найбільше слухачів збирали гурти глем-металу, на кшталт Guns N' Roses. Дебютна платівка Pearl Jam стала одним з перших та визначних елементів гранджової експансії, яку започаткували музичні гурти з Сіетлу. Ten вийшов в той момент, коли галас навколо сіетлських музичних колективів лише починав утворюватися, звукозаписувальні компанії вкладали великі гроші в агресивні маркетингові кампанії, що дозволило гуртові швидко стати популярним. Альбом рівною мірою відносився як до мейнстримного, так і до альтернативного року, що призвело до суперечливого ставлення до Pearl Jam: дехто бачив в них натхненних музикантів, які зуміли своїми піснями привернути увагу мільйонів прихильників, інші — «запроданців», які зрадили цінності незалежної місцевої спільноти заради привабливого контракту. Зокрема, послідовним критиком Pearl Jam був лідер Nirvana Курт Кобейн, який відмовлявся вважати їхню музику альтернативним роком через занадто милозвучні гітарні партії. З усім тим, саме вихід Ten призвів до того, що Pearl Jam стали вважати одним з гуртів «великої четвірки гранджу», разом з Nirvana, Soundgarden та Alice in Chains.
На сайті Pitchfork альбом назвали «безсумнівно, другою за величиною платівкою в каноні гранджу», після Nevermind; у рейтингу видання Loudwire він поступився першим місцем альбомові Dirt гурту Alice in Chains, завдячуючи не лише близькості до класичної рок-музики, але й темам «соціальної несправедливості, усвідомлення психічного здоров'я та внутрішнього відчаю». В журналі Rolling Stone Ten посів третє місце серед усіх гранджових альбомів, поступившись Badmotorfinger та Nevermind: Енді Грін зауважив, що на момент виходу ніхто не міг передбачити, що альбом стане 13 разів платиновим, зробивши з Pearl Jam гурт, що збирає стадіони та створює справжні гімни для радіо. Схожої думки дотримувалися на сайті Ultimate Classic Rock, оцінивши Ten нижче за два останні альбоми Nirvana — Nevermind та In Utero, — але назвавши його навіть більш впливовим, аніж решта гранджових платівок.
Ten неодноразово визнавався одним з найкращих музичних альбомів 1990-х років. В журналі Rolling Stone його поставили на шосте місце серед усіх платівок, що вийшли в дев'яності, назвавши «майже бездоганним», завдяки голосу Едді Веддера та гітарним соло Майка Маккріді. У рейтингу, опублікованому в журналі Spin, він посів 33 місце; Джесіка Леткеман зазначила, що відео на пісню «Jeremy» набуло статусу ікони, а Едді Веддер згодом став вважатися справжнім голосом покоління. Ба більше, через тридцять років після виходу, Ten було визнано одним з найкращих альбомів всіх часів. Він потрапив до списку 500 найкращих альбомів усіх часів за версією журналу «Rolling Stone», посівши у ньому спочатку 209 місце, а потім — 160 місце. Бретт Шевіц відзначив, що хоча цю платівку зазвичай називають «гранджем», її варто вважати ближчою до «альтернативного року» через більшу привабливість пісень для радіостанцій. На сайті Consequence Ten посів 86 місце в списку найкращих альбомів всіх часів завдяки внеску в розвиток альтернативного року: на думку оглядача, ані самі Pearl Jam, ані більшість рок-виконавців протягом наступних 30 років не зуміли перевершити насиченість дебютної платівки сіетлського гурту.